# Thomomys
A Thomomys az emlősök (Mammalia) osztályának a rágcsálók (Rodentia) rendjébe, ezen belül a tasakospatkány-félék (Geomyidae) családjába tartozó nem.

## Rendszerezés
A nembe az alábbi 2 alnem és 9 faj tartozik:
- Thomomys Wied-Neuwied, 1839
  - Thomomys clusius Coues, 1875
  - idahói simafogútasakospatkány (Thomomys idahoensis) Merriam, 1901
  - nyugati simafogútasakospatkány (Thomomys mazama) Merriam, 1897
  - hegyi tasakospatkány (Thomomys monticola) J. A. Allen, 1893
  - északi simafogútasakospatkány (Thomomys talpoides) Richardson, 1828 - típusfaj
- Megascapheus Elliot, 1903
  - völgyi simafogútasakospatkány (Thomomys bottae) Eydoux & Gervais, 1836
  - Thomomys bulbivorus Richardson, 1829
  - Thomomys townsendii Bachman, 1839
  - Thomomys umbrinus Richardson, 1829